# Тахири, Доде
Доде Тахири (алб. Dodë Tahiri; 27 ноября 1918, Пеца, Албания — 28 мая 1988) — албанский футболист, игравший на позиции вратаря.

## Клубная карьера
В 1930-е годы Доде Тахири выступал за югославскую команду «Обилич» из города Аранджеловац. После окончания Второй мировой войны Тахири некоторое время защищал ворота «Влазнии», при нём дважды становившейся чемпионом Албании (в 1945 и 1946 годах). В сезонах 1946/47 и 1948/49 Тахири выступал в югославской Первой лиге за «Будучност» из Титограда. В 1950-е годы он вернулся в команду из Аранджеловаца.

## Карьера в сборной
22 августа 1946 года Доде Тахири дебютировал за сборную Албании в товарищеском матче против сборной Черногории. Тахири защищал ворота сборной Албании в первом официальном её матче, против сборной Югославии, проходившей в рамках Балканского кубка 1946 года.

## Статистика выступлений

### В сборной
| Матчи и пропущенные голы Доде Тахири за сборную Албании | Матчи и пропущенные голы Доде Тахири за сборную Албании | Матчи и пропущенные голы Доде Тахири за сборную Албании | Матчи и пропущенные голы Доде Тахири за сборную Албании | Матчи и пропущенные голы Доде Тахири за сборную Албании | Матчи и пропущенные голы Доде Тахири за сборную Албании | Матчи и пропущенные голы Доде Тахири за сборную Албании |
| №                                                       | Дата                                                    | Место проведения                                        | Соперник                                                | Счёт                                                    | Пропущенные голы                                        | Соревнование                                            |
| ------------------------------------------------------- | ------------------------------------------------------- | ------------------------------------------------------- | ------------------------------------------------------- | ------------------------------------------------------- | ------------------------------------------------------- | ------------------------------------------------------- |
| 1                                                       | 22 августа 1946                                         | Фуша Спортиве, Шкодер                                   | Черногория                                              | 5:0                                                     | 0                                                       | Товарищеский матч                                       |
| 2                                                       | 7 октября 1946                                          | Кемаль Стафа, Тирана                                    | Югославия                                               | 2:3                                                     | 3                                                       | Балканский кубок 1946                                   |
| 3                                                       | 9 октября 1946                                          | Кемаль Стафа, Тирана                                    | Болгария                                                | 3:1                                                     | 1                                                       | Балканский кубок 1946                                   |

Итого: 3 матча / 4 пропущенных гола; eu-football.info.